# Erich Gaertner

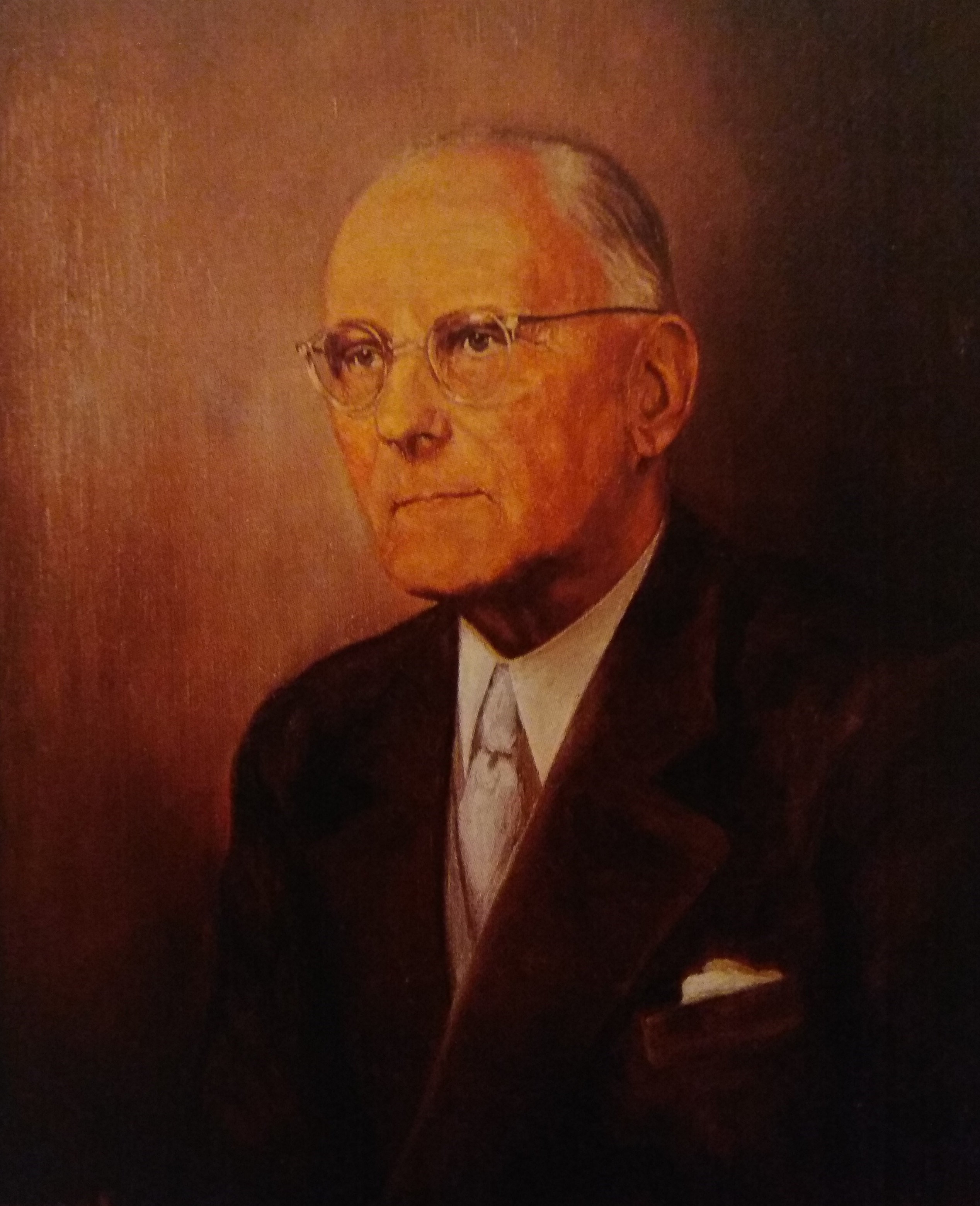
Erich Gaertner

Erich Gaertner (* 19. März 1882 in Neckarbischofsheim; † 15. Januar 1973 in Freiburg im Breisgau) war ein deutscher Verwaltungsjurist und Kommunalpolitiker (DVP, NSDAP). Er war von 1927 bis 1945 Oberbürgermeister der Stadt Osnabrück.

## Leben
Der Sohn eines Notars besuchte das humanistische Gymnasium in Freiburg im Breisgau und absolvierte ein Studium der Rechtswissenschaft an der Albert-Ludwigs-Universität Freiburg, der Ludwig-Maximilians-Universität München und der Friedrich-Wilhelms-Universität zu Berlin. 1927 wurde er Oberbürgermeister in Osnabrück und blieb auch nach der NS-Machtergreifung 1933 im Amt. Er war Mitglied von BNSDJ und DBB.
Von November 1929 bis 1932 war er für die Deutsche Volkspartei (DVP) Mitglied im Provinziallandtag der Provinz Hannover. 1933 trat er in die SA ein, am 15. Januar 1938 beantragte er die Aufnahme in die NSDAP und wurde rückwirkend zum 1. Mai 1937 aufgenommen (Mitgliedsnummer 5.633.828).
1938 verfügte Gaertner aus offensichtlich vorgeschobenen „baupolizeilichen Gründen“ den umgehenden Abriss der Alten Synagoge in Osnabrück, in der tags zuvor in der Reichspogromnacht ein Feuer gewütet hatte. Dadurch war das Gebetshaus zwar erheblich beschädigt worden, aber nicht so schwer, dass Instandsetzung und Wiedereröffnung nicht denkbar gewesen wären. Durch den Abriss erstickte Gaertner diese Möglichkeit im Keim. An der Brandstiftung war Gaertner wohl nicht beteiligt gewesen, er nutzte aber die sich bietende Chance, die jüdische Gemeinde – wie schon länger von ihm beabsichtigt – um das Synagogen-Grundstück zu bringen, an dem die Gestapo interessiert war. Dafür hatte er bereits zuvor verschiedene Maßnahmen ergriffen, die dazu führen sollten, die Gemeinde finanziell zu ruinieren und sie letztlich zu einem Verkauf der Liegenschaft zu zwingen.
Kurz vor Kriegsende versuchte Erich Gaertner zusammen mit dem NSDAP-Kreisleiter Fritz Wehmeier und dem früheren Kreisleiter Wilhelm Münzer mit einem Auto nach Bremen zu fliehen. Am Stadtrand von Osnabrück drangen sie in einen Bauernhof ein, auf dem eine weiße Fahne gehisst war, was im Machtbereich der Nationalsozialisten mit dem Tode bestraft wurde. Einer von ihnen erschoss die Bäuerin Anna Daumeyer, die sich der Hissung der Fahne bezichtigt hatte, um ihren Sohn zu schützen. Dieser Mord wurde nie gesühnt. In Ostercappeln bei Osnabrück geriet die Gruppe in das Maschinengewehrfeuer britischer Panzer. Dabei wurde Wehmeier durch einen Bauchschuss schwer verletzt und starb bald darauf im Meller Krankenhaus in Ostercappeln.

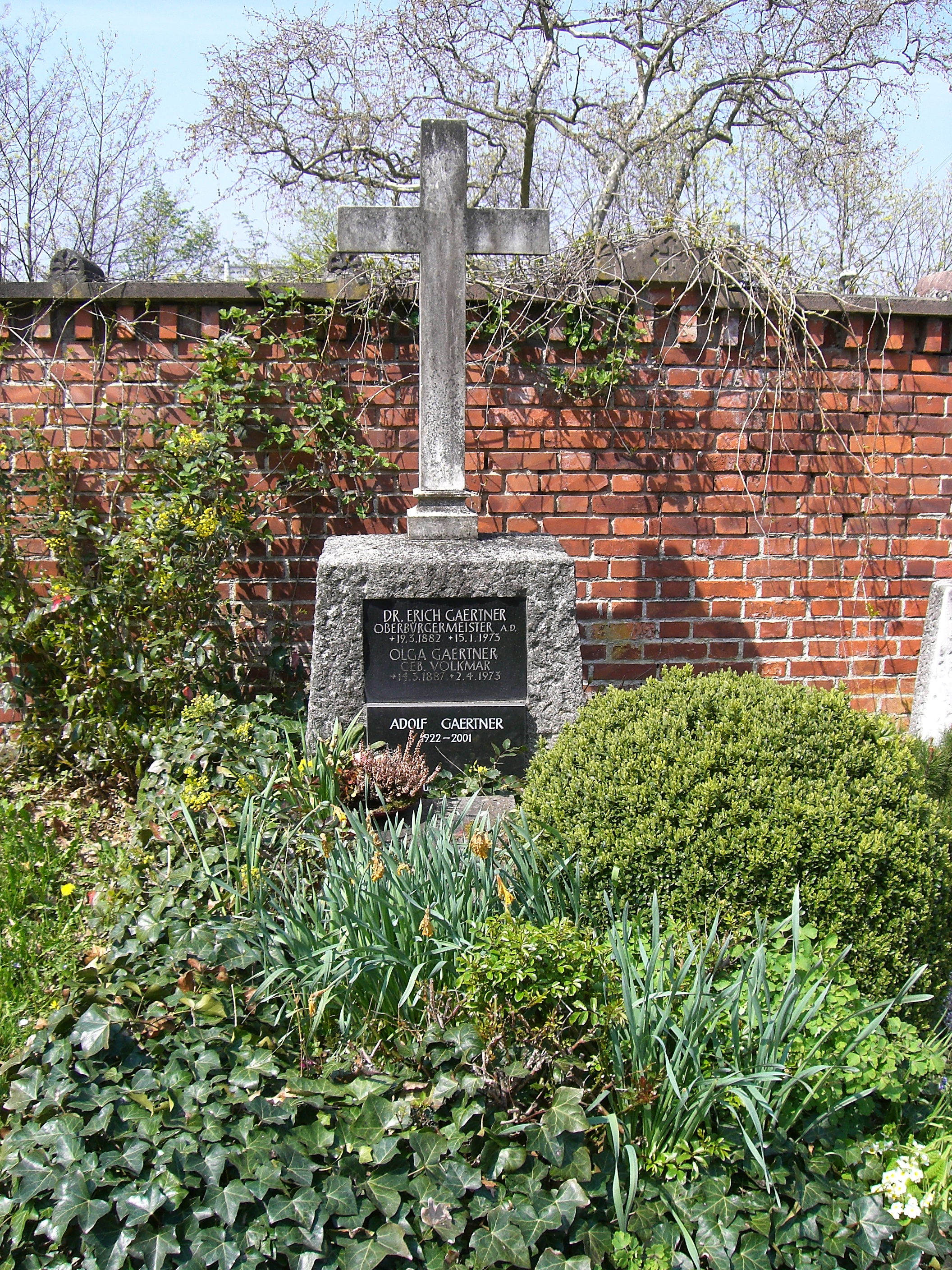
Grab Gaertners auf dem Hauptfriedhof Freiburg

In der Nachkriegszeit wurde Gaertners Wirken von den Osnabrückern zunächst milde oder sogar positiv bewertet. Er galt als umsichtiges Stadtoberhaupt mit Weitblick, das – wenn auch Nationalsozialist – die von vielen alliierten Luftangriffen getroffene Stadt vor einem noch schlimmeren Schicksal bewahrt habe. Noch 1955 wurde er im Osnabrücker Tageblatt am zehnten Jahrestag des verheerenden Angriffs vom Palmsonntag 1945 für die rechtzeitige Anlage von Luftschutzbunkern und -stollen gelobt. Diese Einschätzung änderte sich erst allmählich, vor allem, als seine Verstrickung in die Ermordung von Anna Daumeyer und später seine Machenschaften im Hinblick auf die Alte Synagoge ans Licht kamen.
Gaertner wurde 1973 auf dem Freiburger Hauptfriedhof begraben.